# Pont de la Riera de Terra Negra
El Pont de la Riera de Terra Negra és un pont al municipi de Fogars de la Selva (la Selva). Les restes físiques del Pont de la Riera de Terra Negra les trobem emplaçades en un fageda de plataners. Aquest petit pont forma part del "Camí Rector" que s'obrí a través dels camps per tal que el capellà que s'encarregava de l'ofici litúrgic en la demarcació d'Hostalric i Fogars pogués circular en bones condicions. En l'actualitat el pont es troba molt brut i cobert per herbes i bardisses que el cobreixen completament, fins al punt que costa molt d'identificar-lo. Com es pot veure a simple vista el pont ha caigut en desús, perdent així la funció primigènia amb què va ser ideat, com era el trànsit de vianants.
En el que seria el llit de la riera que dona nom al pont, Riera de Terra Negra la qual està completament seca, ja que no circula gens d'aigua i que transita paral·lelament a la Tordera, trobem les restes de les antigues baranes metàl·liques.
Tanmateix, tot i l'estat pèssim de conservació en què es troba immers el pont, cal destacar d'aquest dos aspectes: per una banda, la plataforma del pont, amb un desnivell bastant acusat i que ostenta unes dimensions aproximades de 10 metres de llarg, per 3 d'ample. Mentre que per l'altra l'arc de mig punt cobert amb rajola, el qual presenta una relació desigual entre la llum (amplada) i la sageta (alçada), ja que s'ha accentuat més l'amplada. Remarcar que interiorment tota la volta de canó també té com a matèria primera la rajola.